# Teorema de convolució
En matemàtica, el  teorema de convolució  estableix que en determinades circumstàncies, la Transformada de Fourier d'una convolució és el producte punt a punt de les transformades de Fourier. En altres paraules, la convolució en un domini (per exemple el domini temporal) és equivalent al producte punt a punt en l'altre domini (és a dir domini espectral).
Siguin  f  i  g  dues funcions la convolució s'expressa amb {\displaystyle f*g\,}.
(Nota: l'asterisc en aquest context, indica convolució i no multiplicació, de vegades s'utilitza també el símbol {\displaystyle \otimes \,}).
Sigui {\displaystyle {\mathcal {F}}\,} l'operador de la transformada de Fourier, de manera que {\displaystyle {\mathcal {F}}[f]} i {\displaystyle {\mathcal {F}}[g]} són les transformades de Fourier de  f  i  g , respectivament.
Llavors
{\displaystyle {\mathcal {F}}[f*g]={\sqrt {2\pi }}({\mathcal {F}}[f])\cdot ({\mathcal {F}}[g])}
on "·" indica producte punt. També es pot afirmar que:
{\displaystyle {\mathcal {F}}[f*g]={\sqrt {2\pi }}({\mathcal {F}}[f])\cdot ({\mathcal {F}}[g])}

Aplicant la transformada inversa de Fourier {\displaystyle {\mathcal {F}}^{-1}}, podem escriure:
{\displaystyle f*g={\sqrt {2\pi }}{\mathcal {F}}^{-1}[{\mathcal {F}}[f]\cdot {\mathcal {F}}[g]]}

## Demostració
La demostració funciona per normalitzacions unitàries i no unitàries de la transformada de Fourier, però en la versió unitària té factors extres de {\displaystyle {\sqrt {2\pi }}} que aquí, són inconvenients. Siguin {\displaystyle f,g\in L^{1}(\mathbb {R} ^{n})}
Siguin {\displaystyle F\,} la transformada de Fourier de {\displaystyle f\,} i {\displaystyle G\,} la transformada de Fourier de {\displaystyle g\,}:
{\displaystyle F(\omega )=\int _{\mathbb {R} ^{n}}f(x)e^{-2\pi ix\cdot \omega }\,dx}
{\displaystyle G(\omega )=\int _{\mathbb {R} ^{n}}g(x)e^{-2\pi ix\cdot \omega }\,dx}.
Sigui {\displaystyle h\,} la convolució de {\displaystyle f\,} i {\displaystyle g\,}
{\displaystyle h(z)=\int \limits _{\mathbb {R} ^{n}}f(x)g(z-x)\,\mathrm {d} x.}
Nota:
{\displaystyle \int \int |f(z)g(xz)|\,dx\,dz=\int |f(z)|\int |g(zx)|\,dx\,dz=\int |f(z)|\,\|g\|_{1}\,dz=\|f\|_{1}\|g\|_{1}.}
Pel teorema de Fubini tenim que {\displaystyle h\in L^{1}(\mathbb {R} ^{n})}, així que la seva transformada de Fourier està definida.
Sigui {\displaystyle H\,} la transformada de Fourier de {\displaystyle h\,}:
{\displaystyle H(\omega )=\int _{\mathbb {R} ^{n}}h(z)e^{-2\pi iz\cdot \omega }\,dz=\int _{\mathbb {R} ^{n}}\int _{\mathbb {R} ^{n}}f(x)g(z-x)\,dx\,e^{-2\pi iz\cdot \omega }\,dz.}
Tenint en compte que {\displaystyle |f(x)g(z-x)e^{-2\pi iz\cdot \omega }|=|f(x)g(z-x)|} i gràcies a l'argument d'abans podem aplicar novament el teorema de Fubini:
{\displaystyle H(\omega )=\int _{\mathbb {R} ^{n}}f(x)\left(\int _{\mathbb {R} ^{n}}g(z-x)e^{-2\pi iz\cdot \omega }\,dz\right)\,dx.}
Substituint {\displaystyle y=z-x\,}; tenim {\displaystyle dy=dz\,}, i per tant:
{\displaystyle H(\omega )=\int _{\mathbb {R} ^{n}}f(x)\left(\int _{\mathbb {R} ^{n}}g(y)e^{-2\pi i(y+x)\cdot \omega }\,dy\right)\,dx}
{\displaystyle =\int _{\mathbb {R} ^{n}}f(x)e^{-2\pi ix\cdot \omega }\left(\int _{\mathbb {R} ^{n}}g(y)e^{-2\pi iy\cdot \omega }\,dy\right)\,dx}
{\displaystyle =\int _{\mathbb {R} ^{n}}f(x)e^{-2\pi ix\cdot \omega }\,dx\int _{\mathbb {R} ^{n}}g(y)e^{-2\pi iy\cdot \omega }\,dy.}

Aquestes dues integrals són les definicions de {\displaystyle F(\omega )} i {\displaystyle G(\omega )}, així que:
{\displaystyle H(\omega )=F(\omega )\cdot G(\omega ).}
Que és el que volíem demostrar.